# Municipio de Greene (condado de Beaver)
El municipio de Greene (en inglés: Greene Township) es un municipio ubicado en el condado de Beaver en el estado estadounidense de Pensilvania. En el año 2000 tenía una población de 2.705 habitantes y una densidad poblacional de 41.9 personas por km².

## Geografía
El municipio de Greene se encuentra ubicado en las coordenadas 40°35′07″N 80°27′41″O / 40.58528, -80.46139.

## Demografía
Según la Oficina del Censo en 2000 los ingresos medios por hogar en la localidad eran de $43,167 y los ingresos medios por familia eran $48,333. Los hombres tenían unos ingresos medios de $35,714 frente a los $25,458 para las mujeres. La renta per cápita para la localidad era de $16,890. Alrededor del 10,5% de la población estaban por debajo del umbral de pobreza.